# David Enmark
Mats David Enmark, född 19 december 1965 i Bolidens församling, Västerbottens län, är en svensk kock.

## Biografi
Han är född och uppvuxen i Boliden utanför Skellefteå men flyttade till Stockholm i mitten av 1980-talet.
En farbror fick honom intresserad av matlagning och via arbetsförmedlingen fick han plats på en restaurangskola i slutet av 1980-talet, när det rådde brist på utbildade kockar. Han skolades i det franska köket när han började sin karriär på Ulriksdals värdshus och fortsatte sedan till Grand Hôtels franska matsal. Sedan har han bland annat varit med och startat restaurang- och cateringföretaget Cous-cous, och han drev Dykarbaren i Sandhamn några år.
År 2003 köpte han och hustrun, som han träffat på gymnasiet i Boliden, ett hus på Tranholmen som är en ö utan fastlandsförbindelse mellan Lidingö och Stocksund. I huset startade han och hustrun en "hemmarestaurang" 2010, där de lagade mat i egna köket och tillsammans med familjen serverade gästerna i anslutande rum. Han inspirerades efter att ha hört talas om Kubas paladaror, ett privatekonomiskt initiativ som godkändes av kubanska staten på 1980-talet; en privat verksamhet som konkurrerade med statliga restauranger. Konceptet hade även fått fäste i USA och han ville prova att göra samma sak i Sverige. Han startade under namnet "David at Home", en exklusivare version, med bara en sittning på fredagar till att börja med. Dagarna utökades och till sist blev David at Home huvudsysslan för paret.
Han medverkade i matlagnings- och tävlingsprogrammet Kockarnas kamp i TV4 år 2020, där han slutade på tredje plats, och han blev uttagen till den så kallade All star säsongen 2024.